# 大马士革城堡
大马士革城堡 (阿拉伯语：‎: Qala'at Dimashq)是一座大型中世纪城堡，位于叙利亚大马士革旧城西北角，介于天堂之门与Bab al-Jabiyah之间。1979年被联合国教科文组织列为世界遗产。

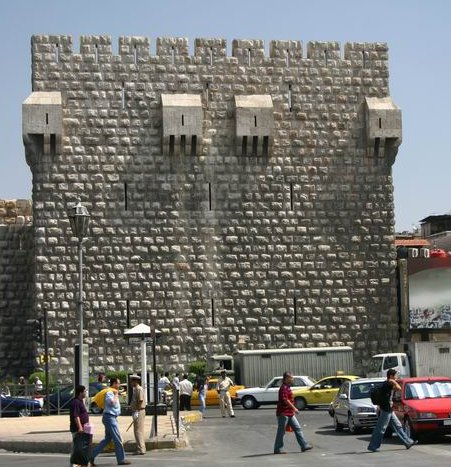